# Lijgásjávrátj
Lijgásjávrátj (äldre stavning Likasjauratj) är en sjö i Arjeplogs kommun i Lappland och ingår i Piteälvens huvudavrinningsområde. Sjön har en area på 0,178 kvadratkilometer och ligger 474,1 meter över havet.

## Delavrinningsområde
Lijgásjávrátj ingår i det delavrinningsområde (739384-158355) som SMHI kallar för Utloppet av Akajaure. Medelhöjden är 509 meter över havet och ytan är 8,14 kvadratkilometer. Det finns inga avrinningsområden uppströms utan avrinningsområdet är högsta punkten. Vattendraget som avvattnar avrinningsområdet har biflödesordning 3, vilket innebär att vattnet flödar genom totalt 3 vattendrag innan det når havet efter 269 kilometer. Avrinningsområdet består mestadels av skog (75 procent). Avrinningsområdet har 1,85 kvadratkilometer vattenytor vilket ger det en sjöprocent på 22,7 procent.